# 香港2023年度授勳及嘉獎名單
香港2023年授勳名單於2023年7月1日刊登於《香港特別行政區政府憲報》。是年共403人獲得時任行政長官李家超頒授勳銜及作出嘉獎，勳銜頒授典禮11月25日假禮賓府舉行。

## 授勳及嘉獎名單

### 大紫荊勳章
- 林健鋒議員，大紫荊勳賢，GBS，JP
- 林淑儀女士，大紫荊勳賢，GBS
- 施子清博士，大紫荊勳賢，SBS，JP
- 潘宗光教授，大紫荊勳賢，GBS，JP
- 霍震霆先生，大紫荊勳賢，GBS，JP

### 金紫荊星章
- 王天予女士，GBS，JP
- 司徒偉先生，GBS，JP (Mr Raj Sital MOTWAN)
- 易志明議員，GBS，JP
- 胡曉明教授，GBS，JP
- 范理申勳爵，GBS (The Right Honourable the Lord PHILLIPS of Worth Matravers)
- 張國榮先生，GBS，JP
- 陳淑薇女士，GBS，JP
- 黃玉山教授，GBS，JP
- 雷添良先生，GBS，JP
- 鄧日燊先生，GBS，JP

### 銀紫荊星章
- 王少華女士，SBS
- 史立德博士，SBS，MH，JP
- 李賢義先生，SBS，MH
- 林美秀女士，SBS
- 林偉喬先生，SBS，JP
- 林雄申先生，SBS，JP
- 邱智立法官，SBS
- 邱達昌先生，SBS
- 姚珏女士，SBS，JP
- 查毅超博士，SBS，JP
- 孫國林先生，SBS，MH，JP
- 袁民忠先生，SBS，JP
- 袁旭健先生，SBS，PDSM
- 袁志偉先生，SBS，JP
- 區嘉宏先生，SBS，IDSM
- 彭雅妮工程師，SBS，JP
- 彭曉明先生，SBS，JP
- 馮馬潔嫻女士，SBS，JP
- 黃俊康先生，SBS
- 黃崇厚法官，SBS
- 葛珮帆議員，SBS，JP
- 劉業強議員，SBS，MH，JP
- 劉賜蕙女士，SBS，PDSM
- 潘婷婷女士，SBS，JP
- 鄭楚明博士，SBS，JP
- 鄭錦鐘博士，SBS，MH，JP
- 盧國華先生，SBS，JP
- 羅志康先生，SBS，JP

### 銀英勇勳章
- 司徒志鵬先生，MBS
- 呂嘉晴先生，MBS

### 紀律部隊及廉政公署卓越獎章
香港警察卓越獎章
- 呂錦豪先生，PDSM
- 麥展豪先生，PDSM，PMSM
- 曾艷霜女士，PDSM
- 葉雲龍先生，PDSM
- 簡啟恩先生，PDSM，PMSM

香港消防事務卓越獎章
- 李冠友先生，FSDSM
- 黃鎮業先生，FSDSM
- 鄭瑞安先生，FSDSM

香港入境事務卓越獎章
- 郭俊峯先生，IDSM
- 陳偉烈先生，IDSM

香港海關卓越獎章
- 陳子達先生，CDSM
- 黎秀英女士，CDSM

香港懲教事務卓越獎章
- 吳超覺先生，CSDSM
- 梁建業博士，CSDSM

香港廉政公署卓越獎章
- 丘樹春先生，IDS

### 銅紫荊星章
- Professor Christoffel Hendrik BRINK（英语：Chris Brink），BBS
- 毛錫強先生，BBS
- 王觀强先生，BBS，JP
- 甘秀雲博士，BBS，MH
- 何君堯議員，BBS，JP
- 何德心先生，BBS，MH
- 李民斌先生，BBS，JP
- 杜家駒先生，BBS，JP
- 曾安業先生，BBS
- 周錦威博士，BBS，MH
- 林建康先生，BBS，MH，JP
- 夏中建先生，BBS，MH
- 張少強先生，BBS，MH
- 張佩蓮女士，BBS，JP
- 梁家駒先生，BBS，JP
- 陳正欣博士，BBS，MH
- 陳錦榮先生，BBS，MH，JP
- 曾浩輝醫生，BBS
- 黃令衡先生，BBS，JP
- 黃仲翹博士，BBS，MH
- 楊奮彬先生，BBS，MH
- 葉中賢博士，BBS，JP
- 廖玉玲法官，BBS，JP
- 劉興華先生，BBS，MH，JP
- 潘國山先生，BBS，MH，JP
- 蔣翠雲女士，BBS，JP
- 盧金榮博士，BBS，JP
- 謝昌和先生，BBS，JP
- 羅嘉穗女士，BBS，MH
- 關百豪博士，BBS，JP

### 銅英勇勳章
- 何兆輝先生，MBB
- 李英傑先生，MBB
- 曾寶霆先生，MBB

### 紀律部隊及廉政公署榮譽獎章
香港警察榮譽獎章
- 伍偉基先生，PMSM
- 余鎧均女士，PMSM
- 李德明先生，PMSM
- 李應偉先生，PMSM
- 姚志森先生，PMSM
- 洪麗芬女士，PMSM
- 張國光先生，PMSM
- 梁國彥先生，PMSM
- 郭君鵬先生，PMSM
- 郭嘉銓先生，PMSM
- 陳世良先生，PMSM
- 陳依萍女士，PMSM
- 麥衛文女士，PMSM
- 温惠貴先生，PMSM
- 黃新強先生，PMSM
- 廖奇新先生，PMSM
- 蔡喜明先生，PMSM
- 歐棟樑先生，PMSM
- 鄭志文女士，PMSM
- 鄭志輝先生，PMSM
- 謝鳳麗女士，PMSM
- 羅越榮博士，PMSM

香港消防事務榮譽獎章
- 何樹昌先生，FSMSM
- 梁永基先生，FSMSM
- 勞振錦先生，FSMSM
- 黃志文先生，FSMSM
- 黃國成先生，FSMSM
- 廖國康先生，FSMSM
- 歐陽康先生，FSMSM
- 盧傑雄先生，FSMSM

香港入境事務榮譽獎章
- 李永賢先生，IMSM
- 林慶祥先生，IMSM
- 黎偉生先生，IMSM
- 蕭玉粦女士，IMSM
- 蕭海芬女士，IMSM

香港海關榮譽獎章
- 李文樂先生，CMSM
- 許瑞芳女士，CMSM
- 馮志培先生，CMSM
- 黃則同先生，CMSM
- 譚碧玲女士，CMSM

香港懲教事務榮譽獎章
- 李福倫先生，CSMSM
- 盧志強先生，CSMSM
- 鍾麗芳女士，CSMSM
- 譚學平先生，CSMSM

香港廉政公署榮譽獎章
- 徐壯石先生，IMS
- 郭漢文博士，IMS

### 榮譽勳章
- 巴鎮洲先生，MH
- 方俊文先生，MH
- 王淑雯(王淑筠)女士，MH
- 丘燿誠先生，MH
- 伍海山先生，MH
- 伍凱誠先生，MH
- 朱德榮先生，MH
- 何永昌先生，MH
- 余皓媛女士，MH
- 吳大琪教授，MH
- 吳偉星先生，MH
- 吳淑芳女士，MH
- 吳奮金先生，MH
- 巫家雄先生，MH
- 李子良醫生，MH
- 李健先生，MH
- 李廣宇先生，MH
- 李樹芬先生，MH
- 杜楚茵女士，MH
- 沈朝生先生，MH
- 林心亷先生，MH
- 林健榮先生，MH
- 林群女士，MH
- 林漢明教授，MH
- 林福泉先生，MH
- 林潔貽女士，MH，JP
- 金鈴女士，MH
- 姚欣光先生，MH
- 柯孫培先生，MH
- 計艷莉女士，MH
- 孫淑貞女士，MH
- 祝慶台先生，MH
- 馬光祖先生，MH
- 馬夏邐女士，MH (Ms Shalini MAHTANI)
- 張琪騰先生，MH
- 張耀堂先生，MH
- 梁紀昌先生，MH
- 梁嘉銘女士，MH
- 梅李玉霞女士，MH
- 許振隆先生，MH
- 連浩民先生，MH
- 郭晉昇先生，MH
- 陳文偉先生，MH
- 陳永堅先生，MH
- 陳志榮先生，MH
- 陳佩添先生，MH
- 陳泓斌先生，MH
- 陳金洪先生，MH
- 陳敬偉先生，MH
- 陳燦標博士，MH
- 陳耀光先生，MH
- 麥培東先生，MH
- 彭錦榮先生，MH
- 程志紅女士，MH，JP
- 黃少玉女士，MH
- 黃成益博士，MH
- 黃志揚先生，MH
- 黃建新先生，MH
- 黃影影女士，MH
- 黃慧敏女士，MH
- 楊子橋醫生，MH
- 楊立君先生，MH
- 楊悰傑博士，MH
- 楊雲濤先生，MH
- 葉恭正博士，MH
- 葉滿棠先生，MH
- 葉慶寧先生，MH
- 雷雄德博士，MH
- 廖玲玲女士，MH
- 廖錦興博士，MH
- 熊運信先生，MH
- 蔡廣仕先生，MH
- 劉四妹女士，MH
- 劉仲恒醫生，MH
- 劉偉光先生，MH
- 劉詩韻女士，MH，JP
- 劉錦麟博士，MH
- 潘偉賢先生，MH
- 潘景和先生，MH
- 潘樂祺先生，MH
- 蔣瑞福女士，MH
- 鄧志強先生，MH
- 鄭威先生，MH
- 鄭慧賢博士，MH
- 鄭穩偉先生，MH
- 賴永春先生，MH
- 謝俊文先生，MH
- 鍾國輝教授，MH
- 鍾婧薇女士，MH
- 嚴志明教授，MH，JP

### 行政長官社區服務獎狀
- 文貴連先生
- 方奕亮先生
- 方榮華先生
- 方緯谷先生
- 王淑芬女士
- 王潤強先生
- 江景新先生
- 呂漢輝先生
- 何永強先生
- 吳文傑先生
- 吳玉蘭女士
- 吳承海先生
- 吳容輝先生
- 吳嘉裕先生
- 李丹女士
- 李東江先生
- 李素輪醫生
- 李國釗先生
- 李淑慧女士
- 李景偉先生
- 李超宇先生
- 李嘉欣女士
- 李嘉盈女士
- 冼雅恩先生
- 周偉強醫生
- 林春麗女士
- 林港坤博士
- 洪燕萍女士
- 胡卓豪先生
- 胡耀鋒先生
- 倪錫欽教授
- 區啟明先生
- 戚偉安先生
- 戚寶瑩女士
- 梁仲賢先生
- 梁秉洪先生
- 梁輝鴻先生
- 梁麗琴女士
- 莊永德先生
- 許培婷女士
- 陳秀欽女士
- 陳明姬女士
- 陳俊輝先生
- 陳紅錦女士
- 陳海杰先生
- 陳純純女士
- 陳惠儀女士
- 陳智軒教授
- 麥海珊女士
- 彭兆基先生
- 植潔鈴女士
- 温錦泰先生
- 黃玉嬋女士
- 黃定康先生
- 黃美鳳女士
- 楊愛珍女士
- 葉映均女士
- 趙慧嫻女士
- 蔡宗建先生
- 黎惠權先生
- 劉宇斌先生
- 劉金鳳女士
- 劉鎮海先生
- 潘俊彥先生
- 鄧志光先生
- 鄭玉珍女士
- 鄭志偉先生
- 謝宏儒先生
- 鍾健峰先生
- 藍家達先生
- 譚匯聞先生
- 譚潤華先生
- 關寶欣女士
- 蘇永通先生
- 蘇啟國先生

### 行政長官公共服務獎狀
- Mr Victor George PADDY
- 王耀明先生，PMSM
- 朱祺明先生
- 余志賢先生
- 李冠忠工程師
- 李培良先生
- 李嘉偉先生
- 周偉德先生
- 洪毅先生
- 洪禮文女士
- 袁煒焮女士
- 張永健機長
- 梁書欣女士
- 梁敏超機長，MBB
- 梁瑞珠女士
- 陳有鳳女士
- 陳伯恒先生
- 陳家陶機長，GDSM，MBB
- 陳桂儀女士
- 陳國偉先生
- 黃達棠工程師
- 楊珍儀女士
- 劉志強先生
- 劉淑萍女士
- 潘小潔工程師
- 潘炳揚先生
- 鄧栢堅先生
- 賴秀茵女士
- 鄺秀蘭女士

下列嘉獎人士為被派往土耳其的香港特別行政區救援隊人員，貢獻良多，特頒獎狀，以示嘉勉：
- 文陽先生
- 尹建偉先生，MBS
- 文家平先生
- 文偉傑先生
- 方國榮先生
- 王宇明先生
- 王健禧先生
- 朱文龍先生
- 朱家銘先生
- 朱凱豪先生
- 朱嘉遜先生
- 江嘉豪先生
- 何裕邦先生
- 吳定邦先生
- 吳家諾先生
- 吳海傑先生
- 吳嘉倫先生
- 李俊傑先生
- 李榮基先生
- 周浚楷先生
- 周詠賢先生
- 林向榮先生
- 邱志忠先生
- 洪嘉良先生
- 胡峻豪先生
- 范婉雯醫生，JP
- 張祖洛先生
- 梁志宏先生
- 梁俊彥先生
- 梁桂森先生
- 梁健豪先生
- 許家和先生
- 郭志鈞先生
- 郭展峯先生
- 陳柱匡先生
- 陳展文先生
- 陳祖健先生
- 黃思律先生
- 黃英彰先生
- 黃家偉先生
- 黃浩礎先生
- 黃海強先生
- 黃國倫先生
- 黃德志先生
- 楊強生先生
- 葉儉雄先生
- 蔡斯塱先生
- 劉文發先生
- 劉偉康先生
- 劉健生醫生
- 蔣天朗先生
- 鄭嘉偉先生
- 盧韶暉先生
- 戴浩賢先生
- 魏永森先生
- 羅文傑先生
- 譚遨民先生
- 蘇志安先生
- 蘇鎮邦先生